# 밀리치군

돌니실롱스크주 지도에 표시된 밀리치군의 위치

밀리치군(폴란드어: powiat milicki)은 폴란드 돌니실롱스크주에 위치한 군으로 군청 소재지는 밀리치이며 면적은 715.01km2, 인구는 37,003명(2019년 6월 30일 기준), 인구 밀도는 52명/km2이다.
북쪽으로는 비엘코폴스카주 크로토신군, 동쪽으로는 비엘코폴스카주 오스트루프군, 남쪽으로는 올레시니차군, 트셰브니차군, 서쪽으로는 비엘코폴스카주 라비치군과 접한다. 3개 지방 자치체(1개 도시형 농촌, 2개 농촌)를 관할한다.

군기
군 문장